# Contea di Linli
La contea di Linli (临澧县S, Línlǐ XiànP) è una contea della Cina, situata nella provincia di Hunan e amministrata dalla prefettura di Changde.